# سكيرو: شادوز داي توايس
: سيكرو شادوز داي توايس (بالإنجليزية: Sekiro: Shadows Die Twice)‏ هي لعبة فيديو من نوع السولز ، واللعبة من تطوير فروم سوفتوير ونشر أكتيفجن، واصدرت اللعبة على مايكروسوفت ويندوز وبلاي ستيشن 4 وإكس بوكس ون وبلاي ستيشن 2 في 22 مارس 2019. تدور أحداثها في اليابان خلال فترة السينغوكو، حيث يتحكم اللاعب بشينوبي يُدعى “الذئب” (Wolf) يسعى للانتقام من عشيرة الساموراي التي اختطفت سيده. تتميز بأسلوب لعب يعتمد على التخفي، القتال بالسيف، والبارري (صد الهجمات)، مع نظام تطوير فريد وقدرات خاصة مثل اليد الآلية التي توفر أدوات قتالية متنوعة.
اللعبة معروفة بصعوبتها العالية، حيث تتطلب مهارة ودقة في التوقيت، مما يجعلها تحديًا لمحبي ألعاب السولز

## الملاحظات
1. ↑  تعرف اللعبة في اليابان بعنوان سَكيرو (隻狼 Sekirō؟، المعنى الحرفي هو "الذئب ذو الذراع الواحد")

## وصلات خارجية
- سكيرو: شادوز داي توايس على موقع IMDb (الإنجليزية)
- الموقع الرسمي